# 拾遺記
『拾遺記』（しゅういき）は、中国の後秦の王嘉が撰した志怪小説集。10巻。上古より東晋に及ぶ小説稗伝の類を収めている。

## 概要
撰者の王嘉は、隴西郡安陽県の出身で、字は子年。当時、未来の事を予言する能力を持つ者として著名であったが、390年頃に、後秦の姚萇の機嫌を損ねて誅せられた。
王嘉が撰した原本は散佚しているが、南朝梁の蕭綺が、その遺文を蒐集して1書とした。その際に附された綺の序によれば、元来は19巻で220編であったとされるが、『晋書』「王嘉伝」に『拾遺録』10巻を撰したとするのとは一致していない。
また、現行本は東晋代の話まで収めるのも、蕭綺の序に「事は西晋末におわる」とあるのと一致しない。
『漢魏叢書』に収録されている。